# Frederik I van Baden (1249-1268)
Frederik I van Baden (Alland, 1249 - Napels, 29 oktober 1268) was van 1250 tot 1268 markgraaf van Baden-Baden en pretendent van het hertogdom Oostenrijk en het hertogdom Stiermarken. Hij behoorde tot het huis Baden.

## Levensloop
Frederik I was de enige zoon van markgraaf Herman VI van Baden en Gertrude van Babenberg, nicht en erfgename van hertog Frederik II van Oostenrijk, de laatste uit het huis Babenberg. 
Toen Frederik II in 1246 bij de slag bij de Leitharivier sneuvelde, stierf de mannelijke lijn van het huis Babenberg uit. Door zijn huwelijk met Gertrude had markgraaf Herman VI van Baden de erfenisclaims van de hertogdommen Oostenrijk en Stiermarken verworven. Herman VI kon echter deze titel niet bemachtigen en toen in 1250 keizer Frederik II van het Heilige Roomse Rijk uit het huis Hohenstaufen stierf, was er ook geen enkele keizerlijke autoriteit meer die Herman tot hertog van Oostenrijk en Stiermarken kon benoemen. Zowel paus Innocentius IV als Rooms-Duitse tegenkoning Willem van Holland wilden niet dat Herman VI deze hertogdommen in handen kreeg. Ook kon hij zich niet verdedigen tegen de claims op Oostenrijk van de machtige koning Wenceslaus I van Bohemen en diens oorlogszuchtige zoon Ottokar II.
Toen Herman VI eind 1250 overleed, bevond de jonge Frederik zich met zijn moeder in de stad Meißen. Hij werd hierdoor markgraaf van Baden, maar omdat hij nog niet zelfstandig kon regeren werd zijn oom Rudolf I regent. Als pretendent van het hertogdom Oostenrijk en Stiermarken nam Frederik zijn residentie nabij de stad Wenen. In 1252 huwde echter Margaretha van Oostenrijk, een tante van zijn moeder die ook Oostenrijk en Stiermarken opeiste, met Ottokar II van Bohemen, waardoor Frederik en zijn moeder moest vluchten. Eerst trokken ze naar Stiermarken en daarna naar het hertogdom Karinthië. 
Vanaf rond het jaar 1266 groeide Frederik op aan het hof van hertog Lodewijk II van Beieren. Daar geraakte hij bevriend met Konradijn, de jonge zoon van de in 1254 overleden Rooms-Duits koning Koenraad IV en de erfgenaam van het huis Hohenstaufen. Ook werd Frederik door Konradijn gesteund in zijn opeising van het hertogdom Oostenrijk.
In 1267 maakte Frederik een fatale beslissing door Konradijn te begeleiden in zijn expeditie tegen koning Karel I van Napels, die door paus Clemens IV tot koning van Sicilië werd gekroond nadat hij Konradijns oom Manfred, de vorige koning van Sicilië, had verslagen in de slag bij Benevento. Op 24 juli 1268 trokken Konradijn en Frederik de stad Rome binnen, maar op 23 augustus 1268 draaide de expeditie uit op een catastrofe toen Karel I van Napels de troepen van Konradijn en Frederik definitief versloeg in de slag bij Tagliacozzo. 
Aanvankelijk konden ze vluchten, maar uiteindelijk werden ze op 8 september 1268 nabij de stad Anzio gevangengenomen. Konradijn en Frederik werden daarop overgedragen aan Karel I van Napels, waarna ze werden gevangengezet in het Castel dell'Ovo in Napels. Karel I besloot daarop om beiden ter dood te veroordelen en ze zouden dit naar verluidt te horen hebben gekregen tijdens het schaken, waarna ze onverstoord verder zouden hebben gespeeld. Op 29 oktober 1268 werden ze publiekelijk onthoofd.
Hun stoffelijke resten werden eerst haastig begraven, maar werden daarna op uitdrukkelijk verzoek van Konradijns moeder Elisabeth van Beieren overgebracht naar de Santa Maria del Carminekerk.